# Агрикола, Курт
Курт Агрикола (нем. Kurt Agricola; 15 августа 1889, Дёбельн, Саксония — 27 декабря 1955, Бад-Годесберг (ныне район Бонна)) — немецкий военачальник, военный деятель, генерал-лейтенант вермахта (1943). Военный преступник.

## Биография
Родился в семье подполковника саксонской армии. На военной службе с апреля 1908 года. В 1909 г. — лейтенант саксонской армии.
Участник Первой мировой войны. Был адъютантом командира батальона. В составе 3-й королевской саксонской дивизии служил на Западном фронте. Участвовал в битве на Марне (1914), отличился в битва на Сомме, за что был награждён рыцарским военным орденом Святого Генриха Королевства Саксония.
Окончание Первой мировой войны встретил в чине капитана на Западном фронте. За отличия во время войны был награждён двумя Железными Крестами 1 и 2 классов, саксонским Орденом Заслуг с мечами, Орденом Альбрехта с мечами.
После демобилизации армии оставлен в рейхсвере. В апреле 1932 года — подполковник, в июле 1934 года — полковник. В конце 1934 года — командир пехотного полка «Бреслау». В 1935—1937 годах — командир 49-го пехотного полка. В 1937 году назначен командующим службой 3-й армейской группой. С января 1938 года — генерал-майор, командовал укрепрайоном Оппельне. Вышел в отставку 1938 году в звании генерал-лейтенант.
После начала Второй мировой войны 1 сентября 1939 года Агрикола была возобновлен на службе в качестве командующего Оппельне. Занимал эту должность до декабря 1941 года.
С 12 декабря 1941 по 1 августа 1943 г. — комендант тылового района (Korück) и 580-й полевой комендатуры (нем. Feldkommandanten 580, FK 580), отвечал за обеспечение маршрутов снабжения действующей армии и «умиротворение» приблизительно 37 000 км² оккупированной территории СССР, 800 км железной дороги (включая жизненно важную линию Курск — Орел), 500 км автодорог и 320 мостов. Вёл решительную борьбу с партизанами и сочувствующими им, в результате чего, согласно официальным сообщениям, было убито более 7200 человек. Применял репрессии против гражданского населения, с целью терроризировать и ослабить партизанское движение. Использовал советских коллаборантов в антипартизанской борьбе. В зоне его ответственности в мае — июне 1942 года был сформирован батальон из добровольцев Туркестана — Туркестанский пехотный батальон 450, который принимал участие в операциях против народных мстителей.
Одновременно, был назначен губернатором Курска. За свою службу в качестве коменданта тылового района (Körück) награждён 15 декабря 1943 года Немецким крестом в золоте.
С 18 апреля 1945 г. находился в резерве фюрера (нем. die Führer-Reserve). Офицер для особых поручений резерва Верховного командования.
Взят в плен советскими войсками 9 мая 1945 г. в Теплице (Чехословакия). Военным трибуналом войск МВД Киевской области 16 ноября 1948 года осуждён за военные преступления и приговорён к 25 годам заключения в исправительно-трудовых лагерях. Отбывал наказание в ИТЛ Караганды (Казахстан) и Воркуты (Республика Коми).
9 октября 1955 г. в качестве неамнистированного преступника передан властям ФРГ и освобождён. Репатриирован в Германию.

## Награды
- Военный орден Святого Генриха рыцарский крест (31 января 1917) (Королевство Саксония)
- Орден Заслуг рыцарский крест 2-го класса с мечами (Королевство Саксония)
- Орден Альбрехта рыцарский крест 1-го класса с мечами (Королевство Саксония)
- Железный крест (1914) 2-го и 1-го класса (Королевство Пруссия)
- Почётный крест Первой мировой войны 1914/1918 с мечами (1934)
- Пряжка к Железному кресту (1939) 2-го класса (18 апреля 1942)
- Пряжка к Железному кресту (1939) 1-го класса (7 октября 1942)
- Медаль «За зимнюю кампанию на Востоке 1941/42» (15 августа 1942)
- Немецкий орден в золоте (15 декабря 1943)
- Орден Заслуг командорский крест (9 сентября 1942) (Королевство Венгрия)